# Беро (станция метро)
Беро (фр. Bérault) — станция линии 1 Парижского метрополитена, расположенная на границе коммун Сен-Манде и Венсен. Названа по одноимённой площади, получившей своё имя в честь командира Гарде Экосэз Бернарда (французский вариант — Беро) Стюарта.
В 300 метрах от станции метро располагается станция RER A Венсен. На станции установлены автоматические платформенные ворота.

## История
- Станция открылась 24 марта 1934 года в составе пускового участка Порт-де-Венсен — Шато-де-Венсен.
- В 2008 году станция подверглась реновации в рамках подготовки к автоматизации движения. 28—29 июля 2008 года станция закрывалась для подготовки к автоматизации движения и установки автоматических платформенных ворот.[2]. Окончательно реновация завершилась в 2009 году.
- Пассажиропоток по станции по входу в 2011 году, по данным RATP, составил 2 531 531 человек[3]. В 2012 году он вырос до 2 612 932 человек[4], а в 2013 году — до 2 723 583 пассажиров (199-е место по уровню входного пассажиропотока в Парижском метро)[5]

## Галерея

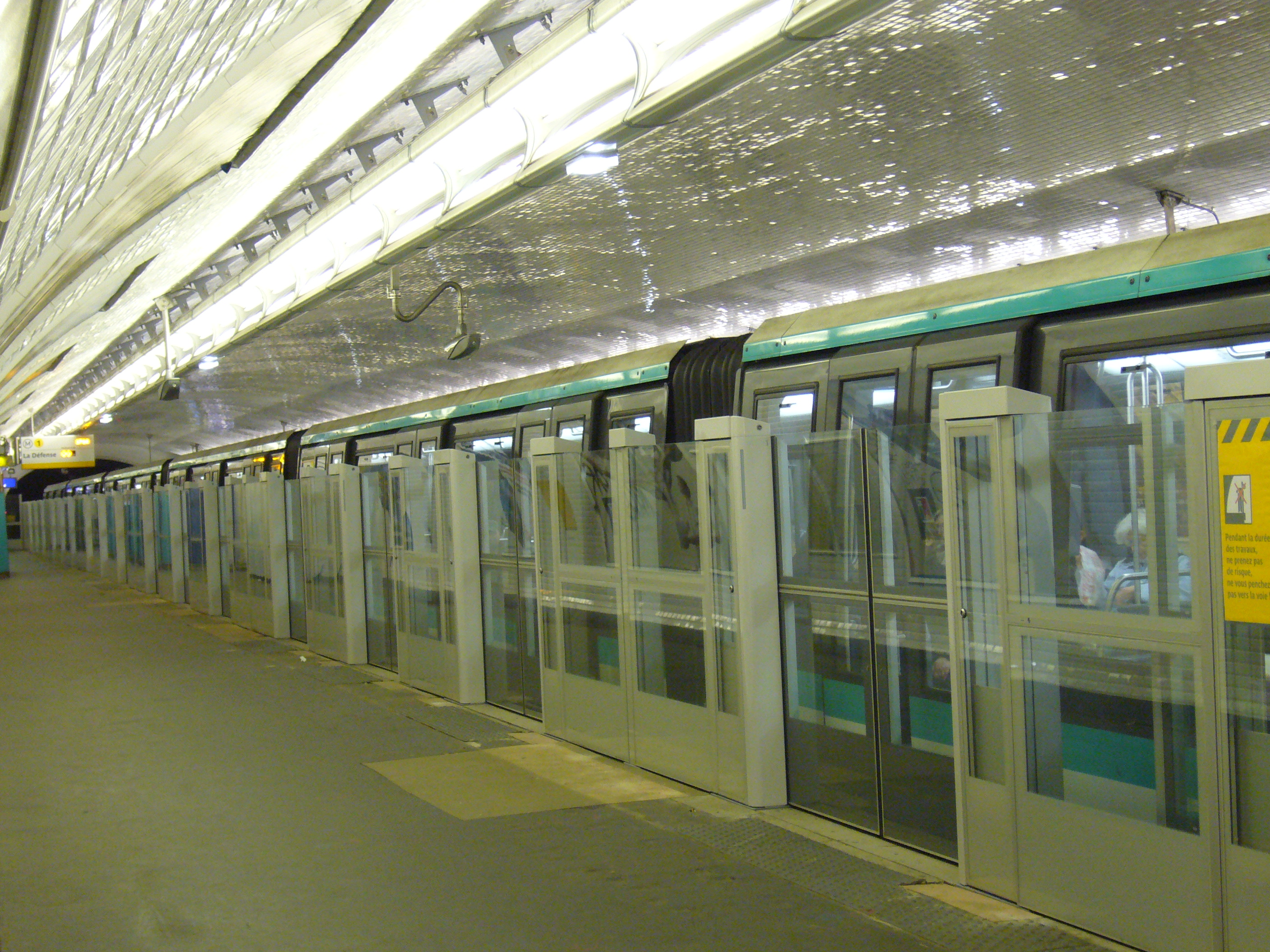
Автоматические платформенные ворота (закрытые)
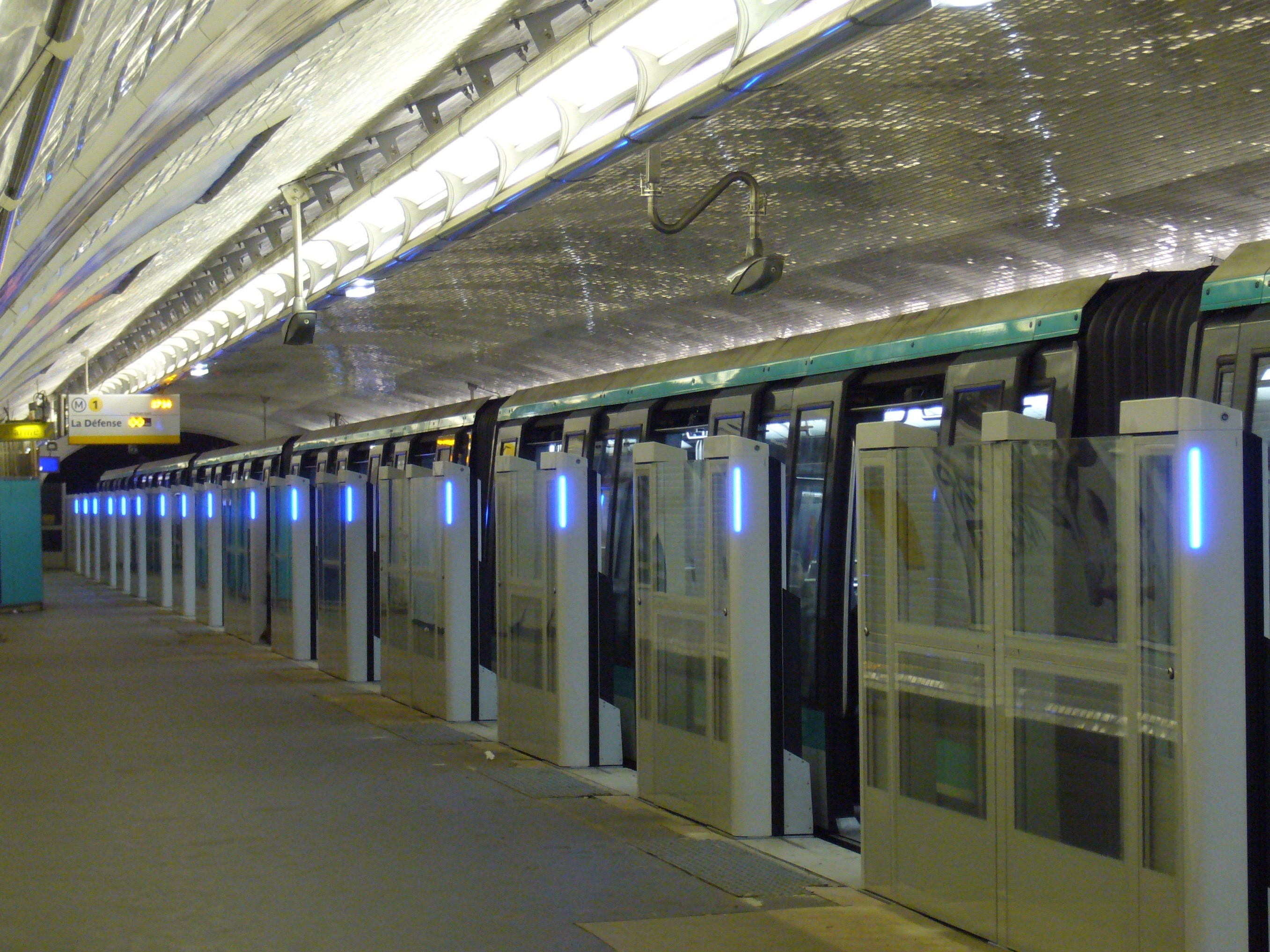
Автоматические платформенные ворота (открытые)
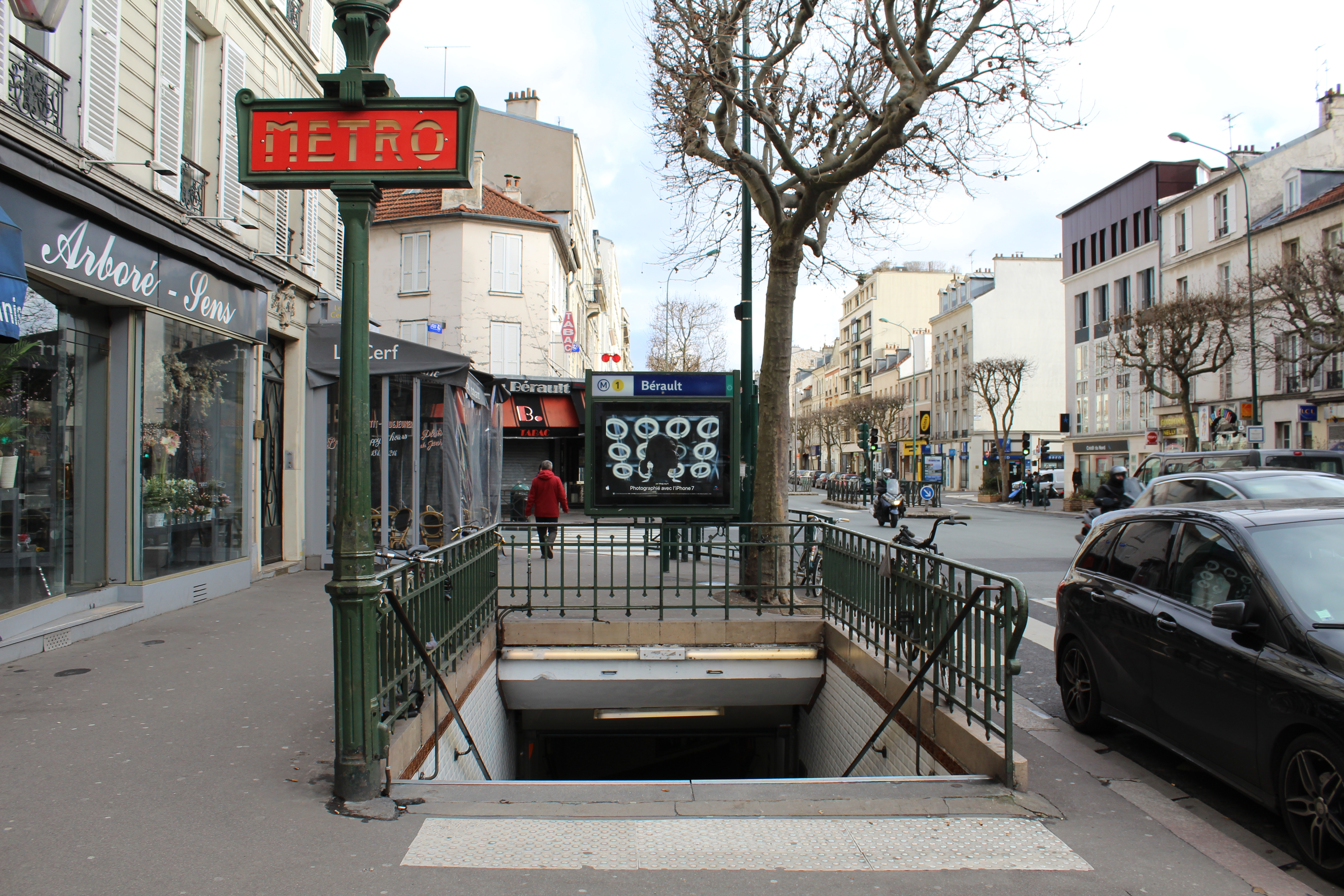
Лестничный сход (февраль 2017)